# Kai Januschowski
Kai Januschowski (* 26. Juli 1982 in Celle) ist ein deutscher Augenarzt, Wissenschaftler, Hochschullehrer und Klinikleiter.
Er lehrt an der Medizinischen Fakultät der Eberhard Karls Universität in Tübingen, leitet die Forschungsgruppe Retinale Biokompatibilität am Universitätsklinikum Tübingen, ist Experte des Bundesinstituts für Risikobewertung (BfR) für das OECD-Prüfrichtlinienprogramm und Prüfer für das European Board of Ophthalmology.
Seit 2021 leitet er zusammen  mit Martin Wenzel das MVZ Augenklinik Petrisberg in Trier.

## Werdegang
Kai Januschowski schloss das Studium der Humanmedizin (Tübingen, Seoul) mit der Approbation in Deutschland und der United States Medical Licensing Examination (USMLE, Step 3) in den USA ab. Bei Peter Szurman promovierte er am Department für Augenheilkunde des Universitätsklinikums Tübingen über Elektrophysiologische Toxizitätsuntersuchungen intravitrealer Pharmaka am Modell der isolierten und umströmten Vertebratennetzhaut.
Es folgte die Weiterbildung zum Facharzt beim ärztlichen Leiter des Universitätsklinikums Tübingen Karl Ulrich Bartz-Schmidt, die Anerkennung als Facharzt der europäischen Augenheilkunde (Fellow of the European Board of Ophthalmology: FEBO), seine Tätigkeit als geschäftsführender Oberarzt (2015) und stellvertretender ärztlicher Direktor der Augenklinik Sulzbach, Lehrkrankenhaus der Universität Homburg. Er habilitierte sich mit einer Arbeit über Biokompatibilitätstestungen in der Netzhautchirurgie im Fach Klinische Ophthalmologie und wurde bereits 2017 vom Senat der Universität Tübingen zum Professor ernannt.

## Forschungs- und Behandlungsschwerpunkte
Augenärztlicher Behandlungsschwerpunkt Kai Januschowskis ist die minimalinvasive Augenchirurgie (Hornhaut, Netzhaut, Glaukom). Schwerpunkte seiner anwendungsbezogenen Forschung sind Retinologie und Digitalisierung.
Kai Januschowski ist Gründer der Forschergruppe Retinale Biokompatibilität der Universität Tübingen (2012) zur Validierung etablierter und neuer Materialien und Verfahren in der vitreomakulären Chirurgie. Unter seiner Leitung wurde ein für hoch standardisierte Toxizitätsstudien superfundiertes Vertebratennetzhaut-Modell zum Tierersatzmodell weiterentwickelt. Es dient der Reduzierung von Tierversuchen in der pharmakologischen und präklinischen Forschung.
Als Mitgründer und Leiter des Klaus Heymann Eye Research Institutes (KHERI) koordinierte er von 2017 bis 2021 die Forschung in den translationalen Kompetenzzentren an der Augenklinik Sulzbach/Saar, mit eigenen Projekten u. a. zur Glaukom- und Amblyopie-Therapie. Sein Qualifizierungsprogramm für Fachärzte, führte 2019 zur Zertifizierung der Augenklinik Sulzbach als europäischem Ausbildungszentrum des European Board of Ophthalmology (EBO).
Kai Januschowski engagiert sich für die Gewährleistung der fachärztlichen Versorgung im ländlichen Raum: als Facharzt und Chirurg der augenärztlichen Praxis mit Belegabteilung am St. Joseph-Krankenhaus in Prüm, mit der Entwicklung digitaler Assistenzsysteme zur ferndiagnostischen Unterstützung praxisgebunden Untersuchungen und der interaktiven Praxisassistenz Ophthalmo-AI.
Er ist Gutachter und Mitglied der Redaktionsleitung internationaler Fachzeitschriften zur Augenheilkunde.

## Publikationen
- Kai Januschowski auf Expertscape
- Kai Januschowwski auf PubMed